# Karachaniden
Het khanaat van de Karachaniden (Karahanlı Devleti, Qarākhānīyān, Khakānīya) was een Turks khanaat dat van 840 tot 1211 over Transoxanië in Centraal-Azië regeerde. De dynastie was gesticht door Bilge Kül Kadir Khan.  De naam van het rijk bestaat uit twee Turkse woorden: kara en Khan. Kara betekent 'zwart' wat ook nobiliteit symboliseert, daarnaast kan het woord ook 'sterk', 'moedig' en 'bruisend' betekenen. De Karachaniden heersten over een gebied dat strekte van het Aralmeer tot in Mongolië en West-China. Dit rijk was gevormd door verschillende Turkse volkeren, die leefden in het gebied dat we nu kennen als Kirgizië en Sinkiang.
Met de verovering van Transoxanië door de Karachaniden begon de definitieve machtsovergang van Perzische naar Turkse hegemonie in West-Azië. De Karachanidische dynastie was de eerste Turkse staat die de islam had omarmd. De Karachanidische staat groeide zo vanuit een culturele kruisbestuiving. Nadat de Karachaniden zich tot de islam hadden bekeerd namen zij het Turkse Oeigoer-alfabet over. De moslim-Turkse dynastie van de Karachaniden integreerden via de islamitische cultuur ook Arabische en Perzische culturele elementen. Tegelijk bewaarden zij hun Turkse cultuur. De Karachaniden maakten het Turks tot de taal van de staat, waardoor de prestige van het Perzisch sterk afnam. De belangrijkste (economische) steden van het rijk waren Kashgar, Balasagoen, Uzgen en Samarkand. De geschiedenis van de Karachaniden is gereconstrueerd op basis van overgeleverde geschreven bronnen en muntstukken (numismatiek).